# Nicolaas Jacob Cornelis Schermerhorn
Nicolaas Jacob Cornelis Schermerhorn (Scharwoude, 1 december 1866 – Hoog Soeren, 23 maart 1956) was een Nederlandse predikant, christenanarchist en antimilitarist. Tevens was Schermerhorn een aangetrouwde neef en goede vriend van Ferdinand Domela Nieuwenhuis.

## Jonge jaren
Nicolaas J. C. Schermerhorn groeide op in het Noord-Hollandse Scharwoude. Hij was de zoon van Evert Schermerhorn, hoofdonderwijzer aan de openbare lagere school en Margaretha Jacoba Boon, dochter van dominee Nicolaas Boon uit Berkhout. Van 1880 tot 1887 ging hij naar de Utrechtse Hieronymusschool, tegenwoordig het Stedelijk Gymnasium, en studeerde daarna theologie in Leiden van 1887 tot 1872. Op 28 juli 1892 trouwde Schermerhorn met Anna Catharina Lulofs met wie hij een dochter en zoon kreeg.

## Van liberaal naar vrijdenker
Na zijn studie in Leiden kwam Schermerhorn op het vrijzinnige pad. In eerste instantie was hij liberaal in zijn politieke opvattingen. Hij werd als predikant in Beets geplaatst, waar hij door een ouderling kritiek kreeg op zijn toespraken. De preken van Schermerhorn zouden volgens hem ‘weinig voor arbeiders betekenen’.
Tijdens diezelfde periode las de dominee de Nederlandse vertaling van Het koninkrijk Gods is binnen in u en het boek en theaterstuk Brand. Deze literaire werken van Lev Tolstoj en Henrik Ibsen hadden grote invloed op het socialistische gedachtegoed van Schermerhorn. Tolstoj motiveerde Schermerhorn om geheelonthouder te worden. De belangstelling in antimilitarisme leefde op in 1899. In dit jaar was de eerste Vredesconferentie van Den Haag en leerde Schermerhorn Pjotr Kropotkin kennen in Parijs.

## Strijd tegen de 5 k’s
Samen met Ferdinand Domela Nieuwenhuis was Schermerhorn actief op gebied van socialisme, anarchisme en antimilitarisme. Zij streden tegen de kerk, kroeg, het kapitaal, de krijgsmacht en het koningshuis. Dit waren de 5 k’s die volgens hen de basis vormde van het kapitalisme. Voor zijn antimilitaristische handelingen werd Schermerhorn veroordeeld tot 15 dagen gevangenisstraf op last van de Minister van Oorlog. In september 1915 ondertekende hij namelijk het dienstweigeringsmanifest, wat hij later dat jaar in de brochure ‘Nationale Weerloosheid’ verdedigde. De dominee zat zijn straf uit in september 1916 te Alkmaar.

## Hervormde predikant van Nieuwe Niedorp
Dominee Schermerhorn was hervormd predikant in Nieuwe Niedorp van september 1894 tot zijn emeritaat in 1929. Als dominee kreeg hij al gauw de roepnaam ‘Doom’. Hij kwam vaak in opspraak vanwege de vele, door het kerkbestuur en lokale gelovigen gezien als controversiële, veranderingen die hij doorvoerde in zijn eigen kerkbeleid.
Hij verplaatste de zondagochtenddiensten naar woensdagavond, schafte de traditionele doop af, en stopte met het ‘op commando’ bidden tijdens de kerkdiensten. Dat laatste zag Schermerhorn als een obstakel tussen de directe band tussen mens en god. De dominee riep mensen op meer ‘spontaan’ te bidden.
Dit alles had het gevolg dat het kerkbezoek langzamerhand terugliep. Hoewel Schermerhorn populariteit verwierf onder de arbeidersbevolking uit de regio, merkte de kerkgangers op dat de kerk ‘volliep met heidenen’.

## Invloed van Schermerhorn op Nieuwe Niedorp
Het predikantschap van Schermerhorn had sterke invloed op de politieke gezindheid van Nieuwe Niedorp. Toen zijn opvolger als dominee een traditionelere koers poogde door te voeren dwong de kerkraad hem binnen twee jaar tot aftreden.

### Het rode dorp
Nieuwe Niedorp verwierf een reputatie als links dorp en kreeg zelfs de bijnaam ‘het rode dorp’. Nog in 1956 behaalde de PVDA meer dan 50% van de stemmen. De in 1903 opgerichte commune aan de Westerweg hield een halve eeuw stand, de langst overlevende van haar soort. Het antimilitaristische activisme van Schermerhorn heeft erin geresulteerd dat Niedorpse dienstweigeraars tot het einde van de opkomstplicht massaal hun diensttijd ontweken.

## Overlijden
In 1947 moest Dominee Schermerhorn op medisch advies zijn mondelinge activisme beëindigen. Hij stopte in 1953 ook met het publiceren van schriftelijke activisme in het blad De Vrijdenker. Schermerhorn stierf uiteindelijk een natuurlijke dood op 23 maart 1956 te Hoog Soeren in de gemeente Apeldoorn.

## Wetenswaardigheden
- Dominee Schermerhorn is in zijn tijd voorgedragen voor de Nobelprijs van de Vrede.
- Tijdens de Tweede Wereldoorlog poogde de Duitse bezetter een moordaanslag op Schermerhorn. Hij was op de dag van de moordaanslag niet thuis, en werd daarmee gespaard. De aanslag was onderdeel van Aktion Silbertanne. Vermoedelijk was NSB'er Maarten Kuiper betrokken.
- In de Schager Courant publiceerde Schermerhorn artikelen onder de pseudoniem Astor.